# Gricos
Los gricos (en griego: Γκρίκο), también conocido como grecanici en Calabria, es una comunidad étnica griega del sur de Italia, principalmente en las regiones de Calabria y Apulia (península de Salento). Se cree que los gricos son restos de las grandes comunidades griegas antiguas y medievales del sur de Italia (la antigua región de Magna Graecia), aunque existe una disputa entre los estudiosos sobre si la comunidad grica desciende directamente de los griegos antiguos o es producto de migraciones medievales durante la dominación bizantina.
Los griegos han estado viviendo en el sur de Italia durante milenios, llegando inicialmente al sur de Italia en numerosas oleadas de migraciones, desde la antigua colonización griega del sur de Italia y Sicilia en el siglo VIII a. C. hasta las migraciones griegas bizantinas del siglo XV causadas por el conquista otomana. En la Edad Media, las comunidades regionales griegas se redujeron a enclaves aislados. Aunque la mayoría de los habitantes griegos del sur de Italia se han vuelto italianos por completo a lo largo de los siglos, la comunidad grica ha podido preservar su identidad, herencia, idioma y cultura distintiva griega original, aunque la exposición a los medios de comunicación ha erosionado progresivamente su cultura e idioma.
Un debate de larga duración sobre el origen del dialecto grico ha producido dos teorías principales sobre los orígenes de los grico. Según la primera teoría, desarrollada por Giuseppe Morosi en 1870, los gricos se originaron en la koiné helenística cuando en la época bizantina llegaron oleadas de inmigrantes de Grecia a Salento. Algunas décadas después de Morosi, Gerhard Rohlfs, siguiendo a Hatzidakis (1892), afirmó en cambio que el grico era una variedad local que evolucionó directamente del griego antiguo.
El pueblo grico habla tradicionalmente griego italiota (los dialectos grico o calabrés), que es una forma del idioma griego. En los últimos años, el número de gricos que hablan el idioma grico se ha reducido considerablemente; los gricos más jóvenes se han pasado rápidamente al italiano.

## Toponimia
El nombre grico deriva del nombre tradicional de los griegos en la península italiana, se cree que deriva de los grecos, una antigua tribu helénica que (según la leyenda, tomó su nombre del semidiós Greco) fueron una de las primeras tribus griegas en colonizar Italia. El área que llegó a ser conocida como Magna Grecia tomó su nombre en honor a ellos. Los latinos usaron este término en referencia a todas las personas helénicas porque los primeros helenos con los que entraron en contacto fueron los grecos, de ahí el nombre de griegos. Otra opinión es que el etnónimo Γρῆκος/-α no deriva lingüísticamente ni del latín graecus ni del griego graikos; puede haber sido el término que sus antiguos vecinos itálicos usaban para los hablantes griegos locales en la época prerromana, aunque esta es solo una hipótesis lingüística entre muchas.

## Historia

### Primeras migraciones

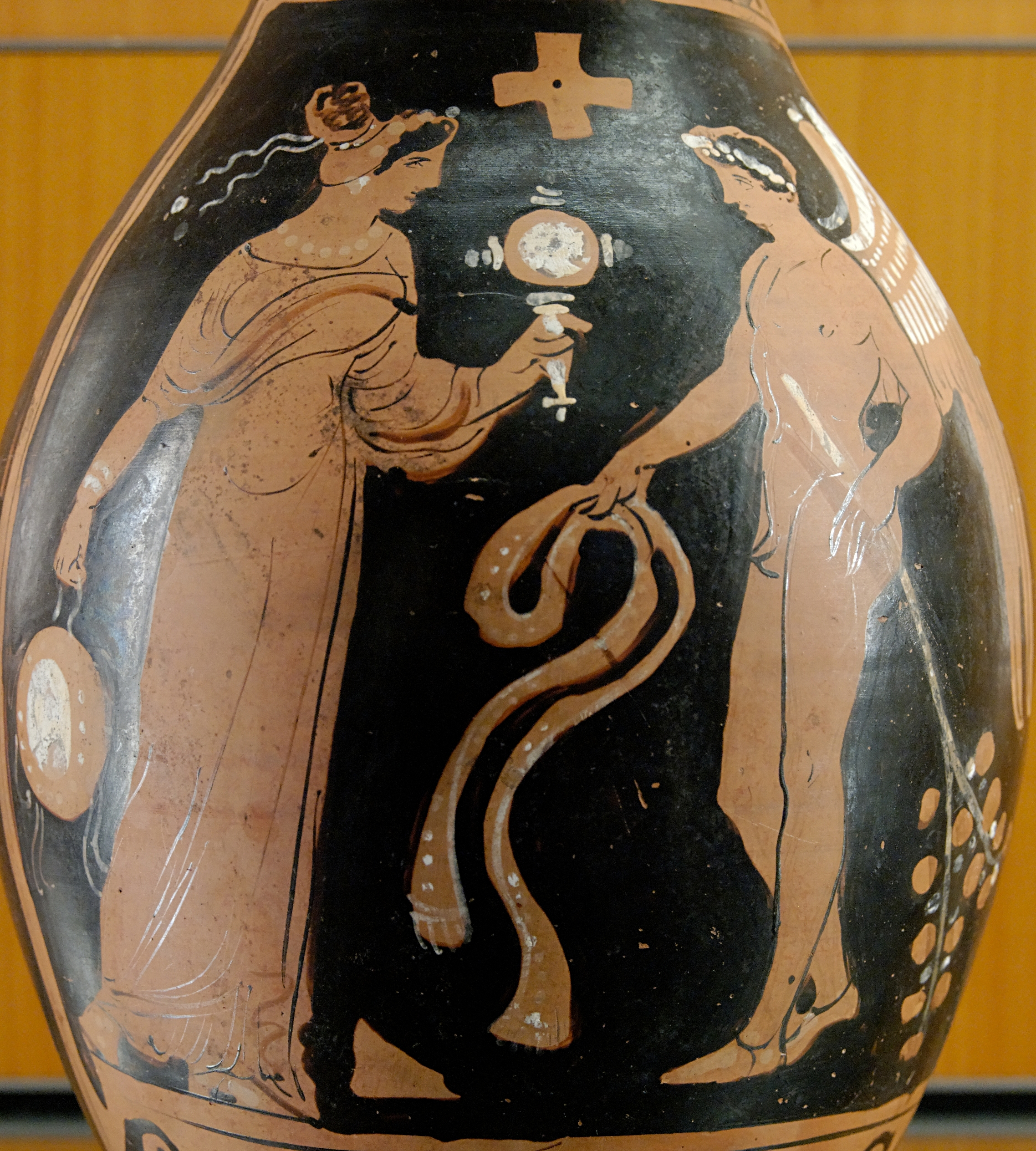
Mujer sosteniendo un tympanum y un espejo frente a un genio alado con una cinta y una rama con hojas. Enócoe de figuras rojas, ca. 320 a. C. Magna Grecia.

Los primeros contactos griegos con Italia están atestiguados desde el período prehistórico, cuando la civilización micénica estableció asentamientos en el centro y sur de Italia y Sicilia. En la antigüedad, la península itálica al sur de Nápoles, incluidas las costas de Calabria, Basilicata, Apulia, Campania y Sicilia, fue colonizada por los antiguos griegos a partir del siglo VIII a. C. Los asentamientos griegos estaban tan densamente situados allí que durante el período clásico la región pasó a llamarse Magna Grecia (o Gran Grecia). Los griegos continuaron migrando a estas regiones en muchas oleadas desde la antigüedad hasta las migraciones bizantinas del siglo XV.

### Migraciones posteriores
Durante la Alta Edad Media, después de la desastrosa guerra gótica, nuevas oleadas de griegos llegaron a la Magna Grecia desde Grecia y Asia Menor, mientras el sur de Italia permanecía gobernado libremente por el Imperio bizantino. El emperador iconoclasta León III se apropió de tierras en el sur de Italia que habían sido concedidas al papado, y el emperador oriental gobernó libremente el área hasta la llegada de los lombardos; luego, en la forma del catapanato de Italia, fueron reemplazados por los normandos. Además, los bizantinos habrían encontrado en el sur de Italia gente de raíces culturales comunes, los eredi ellenofoni de lengua griega de Magna Grecia. El idioma griego nunca desapareció por completo en el sur de Italia, aunque el área en la que se hablaba se redujo significativamente por la progresión del latín. Los registros de Magna Graecia siendo predominantemente de habla griega datan del siglo XI (el final de la dominación bizantina en el sur de Italia). Durante este tiempo, partes del sur de Italia que se reintegraron al Imperio bizantino comenzaron a experimentar cambios demográficos significativos a medida que los griegos comenzaron a asentarse en regiones más al norte, como Cilento, que tenía una población abrumadoramente griega en el momento de la conquista normanda.
Alrededor del final de la Edad Media, gran parte de Calabria, Basilicata, Apulia y Sicilia continuaron hablando griego como lengua materna. Durante el siglo XIII un cronista francés de paso por toda Calabria afirmó que “los campesinos de Calabria no hablaban más que griego”. En 1368, el erudito italiano Petrarca recomendó una estancia en Calabria a un estudiante que necesitaba mejorar su conocimiento del griego. El pueblo grico fue el elemento de población dominante de algunas regiones de Calabria y Salento hasta el siglo XVI.
Durante los siglos XV y XVI, un lento proceso de catolización y latinización de las poblaciones griegas del sur de Italia y Sicilia reduciría aún más la lengua y la cultura griegas. Antonio de Ferraris, un griego nacido en Galatone en 1444, observó cómo los habitantes de Kallipoli (Gallipoli en Apulia) aún conversaban en su lengua materna griega original, indicó que la tradición clásica griega había permanecido viva en esta región de Italia y que la población es probablemente de origen lacedemonio (espartano). Los griegos del sur de Italia, aunque muy reducidos, permanecieron activos en enclaves aislados en Calabria y Puglia. Incluso después de la Edad Media hubo migraciones esporádicas desde la Grecia continental. Así, un número considerable de refugiados entró en la región en los siglos XVI y XVII. Esto sucedió como reacción a la conquista del Peloponeso por los otomanos.
Durante el siglo XX, el uso del idioma grico fue considerado, incluso por muchos de los propios gricos, como un símbolo de atraso y un obstáculo para su progreso; los padres disuadían a sus hijos de hablar el dialecto y los estudiantes que eran sorprendidos hablando grico en clase eran castigados. Durante muchos años, los gricos de Calabria y Apulia han sido olvidados. Incluso en Grecia, los griegos desconocían su existencia.

### Despertar nacional grico
El despertar nacional grico comenzó en Grecia Salentina a través de los trabajos de Vito Domenico Palumbo (1857-1918), un grico nativo de la ciudad de Calimera. Palumbo se embarcó en el restablecimiento de contactos culturales con la Grecia continental. Estudió el folclore, la mitología, los cuentos y las canciones populares de los gricos de Magna Graecia. El resurgimiento de la atención también se debe al trabajo pionero del lingüista y filólogo alemán Gerhard Rohlfs, quien contribuyó mucho a la documentación y preservación del idioma grico. El profesor Ernesto Aprile de Calimera vio el apoyo de su comunidad para la preservación y el crecimiento de la poesía, la historia y la actuación de los gricos como una responsabilidad cívica hasta su muerte en 2008, y publicó múltiples monografías sobre el tema para difusión local y nacional, actuando como reconocido (pero no oficial) embajador ante los visitantes y dignatarios de Calimera y las secciones cercanas al mar de Melendugno.

## Idiomas
La lengua materna ancestral de los grico formó dos dialectos griegos distintos, que se conocen colectivamente como katoitaliotika (literalmente ‘italiano del sur’), grecanica y/o idioma grico, ambos mutuamente inteligibles hasta cierto punto con el griego moderno estándar. Los gricos en Apulia habla el dialecto grico, a diferencia del dialecto calabrés que se habla en Calabria. Estos dialectos, sobrevivieron hasta bien entrada la Edad Media e incluso hasta nuestros días, conservan las características, los sonidos, la gramática y el vocabulario del griego antiguo (hablado en la Magna Grecia por los antiguos colonos griegos), el griego koiné y el griego bizantino medieval.
El idioma grico está clasificado como en grave peligro de extinción, ya que el número de hablantes ha disminuido en las últimas décadas debido al cambio de idioma al italiano. Hoy lo hablan aproximadamente 20.000 personas, en su mayoría mayores, mientras que los hablantes más jóvenes tienden a tener más de treinta años y solo existen unos pocos niños hablantes del idioma. El idioma grico y las lenguas romances locales (calabrés y salentino) se influyeron mucho a lo largo de los siglos. La Ndrangheta que es el nombre de la mafia calabresa es una palabra de origen grecocalabrés: andragathía (en griego, ἀνδραγαθία), compuesta por agathia (literalmente ‘valor’) y andròs (literalmente ‘hombre noble’).
El gobierno italiano hace poco para proteger la lengua y la cultura del pueblo grico, que se erosionan progresivamente, a pesar del artículo 6 de la Constitución italiana, que autoriza la preservación de las minorías étnicas. El uso del idioma italiano es obligatorio en las escuelas públicas, mientras que el idioma grico no se enseña a los jóvenes gricos. Hoy en día hay festivales que ponen en valor la cultura y lengua grica como Notte della Taranta.

## Cultura y tradiciones

### Música

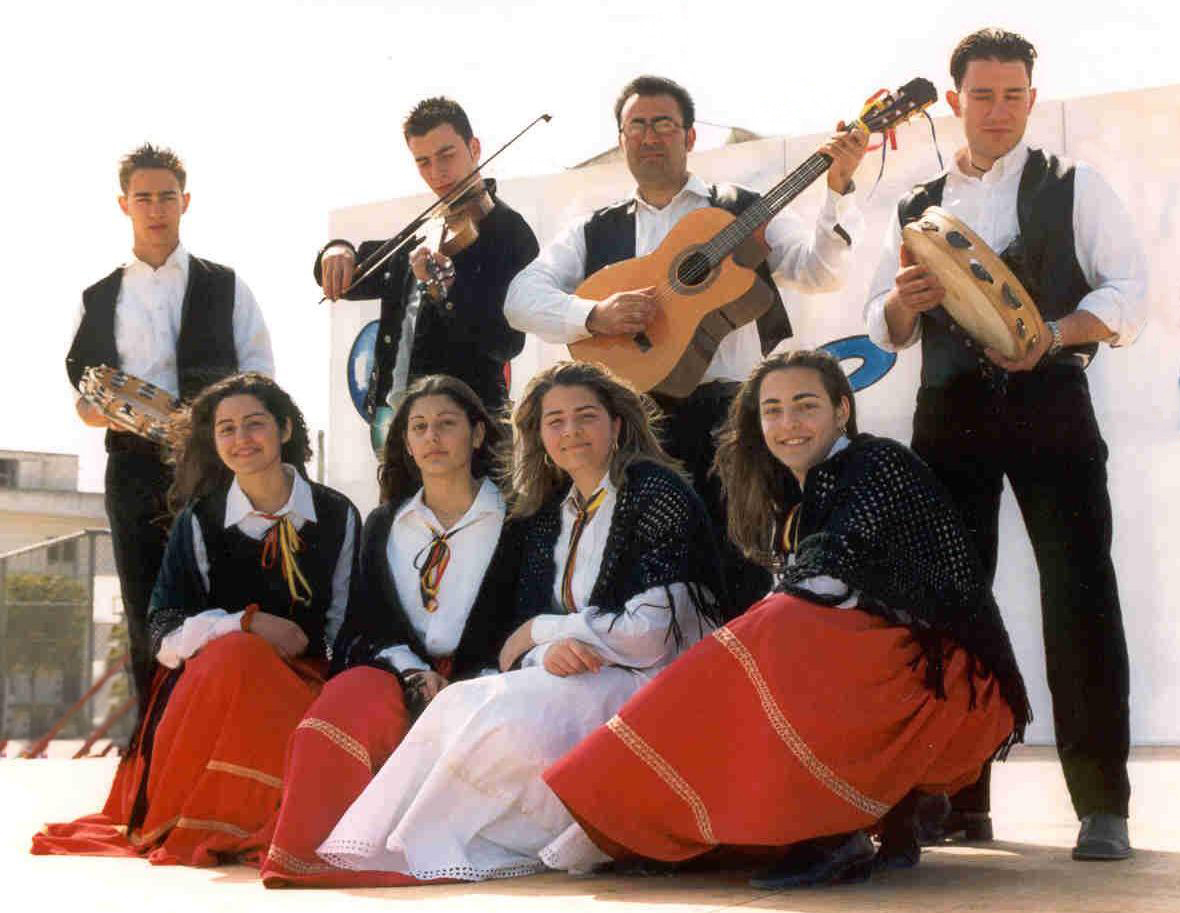
Grupo cultural grico de Salento.

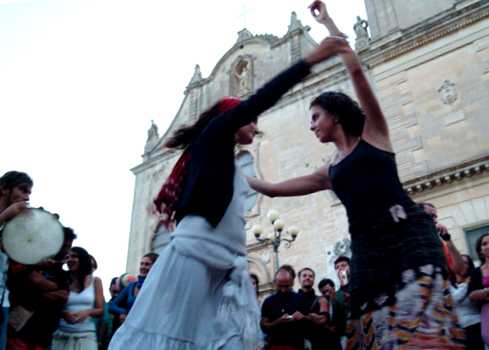
Ejemplo de baile pizzica

Los gricos tienen un rico folclore y tradición oral. Las canciones, la música y la poesía gricas son populares en Italia y Grecia, y hay grupos musicales famosos de Salento como Ghetonia y Aramirè. Además, artistas griegos influyentes como Giórgos Daláras, Dionisis Savvopoulos, Marinella, Charis Alexíou y María Farantoúri han actuado en grico. Todos los veranos se celebra en Melpignano, un pequeño pueblo de Salento, se lleva a cabo el festival Notte della Taranta con gran asistencia de jóvenes que bailan toda la noche al son de la pizzica y canciones en el dialecto gricosalentino. 
Otros grupos musicales de música en grico incluyen:
- Salento: Agrikò, Argalìo, Arakne Mediterranea, Astèria, Atanathon, Avleddha, Briganti di Terra d'Otranto, Canzoniere Grecanico Salentino, Officina Zoè, Ghetonia
- Calabria: Astaki, Nistanimera, Stella del Sud, Ta scipòvlita
- Grecia: Encardia.[48] Encardia fue el tema de una película documental llamada "Encardia, la piedra danzante", inspirada en la música del pueblo grico y que la celebra.[49]

### Cocina
La cocina tradicional de Salento y Calabria ha sido fuertemente influenciada por la cultura grico. Los grico son tradicionalmente productores de cereales, hortalizas, aceitunas y legumbres. La cocina local de los grico no difiere mucho de la población italiana local, sin embargo, existen variaciones regionales locales. Muchos platos típicos de los grico todavía se utilizan entre ellos. Algunos de ellos se mencionan a continuación:
- Pitta y lestopitta: pan tradicional griego-calabrés de la región de Bovesia.
- Ciceri e ttrìa: forma de tallarines servidos con garbanzos. Tradicionalmente este plato se consumía en la fiesta de San José, el 19 de marzo en Grecia Salentina.
- Cranu stompatu - un plato de trigo, preparado de manera sencilla, remojando y machacando el trigo.
- Ricchiteddhe: tipo de macarrones.
- Minchiarieddhi: tipo de macarrones largos.
- Sagne ncannulate: tallarines anchos de hasta pulgada y media.
- Triddhi: pasta de forma irregular, utilizada específicamente para hacer caldo.
- Mendulata te cranu: postre similar al pastiera, relleno de crema de queso, miel, azúcar y vainilla.
- Le cuddhure: pastel grico tradicional hecho durante la Pascua, del griego koulouri.
- Tiaulicchiu: pimientos picantes, muy consumidos en toda Grecia Salentina, generalmente se almacenan secos o se conservan en frascos de aceite, con la adición de astillas de ajo, menta y alcaparras.
- Sceblasti: tipo tradicional de pan hecho a mano de la región de Grecia Salentina.[50]
- Aggute: un pan de Pascua tradicional greco-calabrés de la región de Bovesia, que se prepara con una mezcla de harina, huevos y mantequilla y la superficie está decorada con huevos duros pintados, similar al tsoureki griego.
- Scardateddhi: dulces tradicionales de bodas greco-calabresas, hechos de harina, miel y semillas de anís que tienen forma de pequeñas rosquillas. Luego se cocinan en agua hirviendo y se espolvorean con azúcar morena antes de servir.

Se ha publicado un libro sobre la cocina de los grico de Salento, titulado Grecia Salentina la Cultura Gastronomica. Presenta muchas recetas tradicionales distintivas de la región de Grecia Salentina del sur de Apulia.

### Religión
Antes del cisma de Oriente, los gricos eran católicos que se adhirieron al rito bizantino. Algunos griegos del sur de Italia lograron ascender a posiciones de poder en la Iglesia, como el Papa Juan VII y el Antipapa Juan XVI. En el siglo XI, los normandos invadieron el sur de Italia, y pronto Bari, el último puesto de avanzada bizantino, cayó ante ellos. Así comenzó un proceso de latinización, en el que el clero griego finalmente adoptó el latín para misa, aunque la resistencia griega al rito latino se prolongó más en Calabria. Los prelados latinos no se establecieron en Cosenza, Bisignano y Squillace hasta los años 1093-1096. En 1093, el rey normando Roger I intentó instalar un arzobispo latino sobre la población mayoritariamente griega de Rossano, sin embargo, esto fue un completo fracaso ya que se produjo una revuelta a favor de la restauración del rito bizantino. En Crotona, Bova y Gerace, el clero continuó usando la liturgia griega a pesar de que estaban bajo obispos latinos. En Apulia, donde los normandos tomaron una actitud menos intensa hacia la latinización del pueblo, el pueblo grico continuó hablando el idioma griego y celebrando el rito bizantino. Algunos gricos tanto en Calabria como en Apulia permanecieron adheridos al rito bizantino hasta principios del siglo XVII, aunque hoy en día la mayoría de gricos son católicos y se adhieren al rito latino.

## Situación actual

### Distribución geográfica

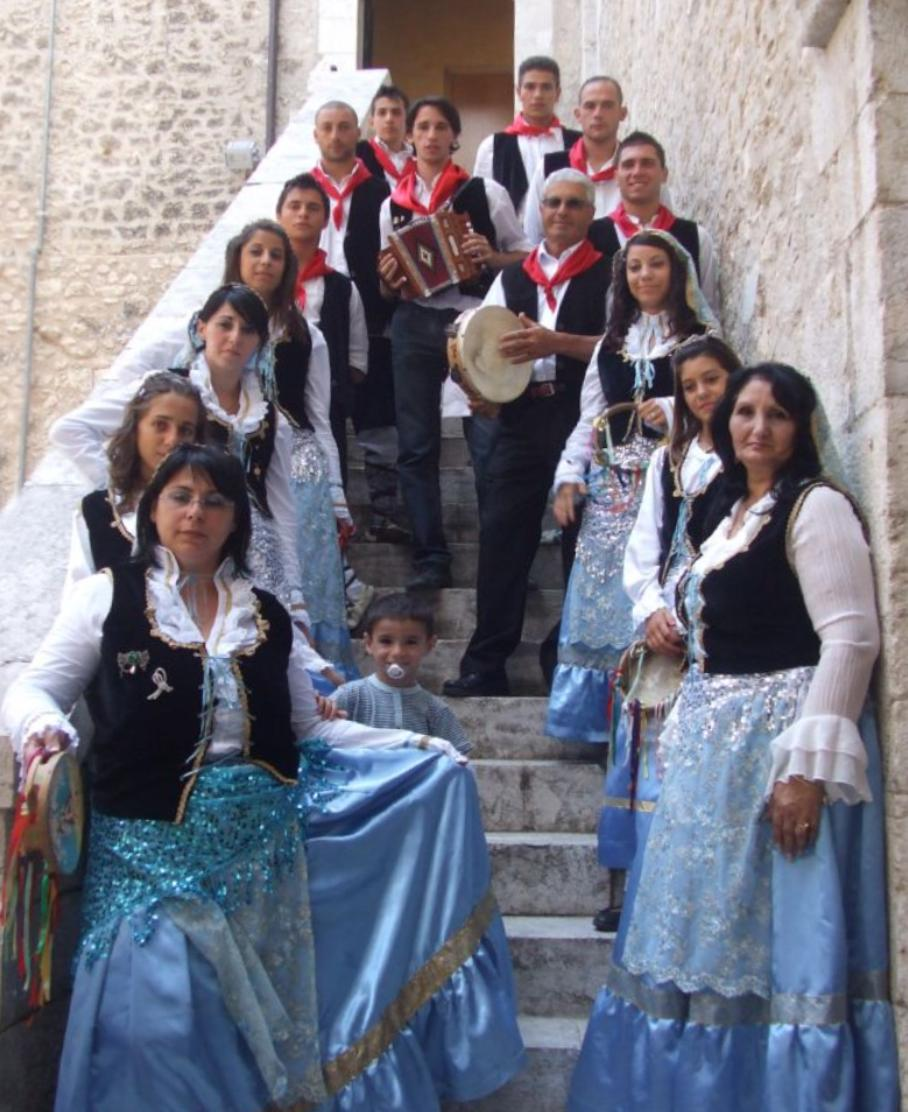
Gricos de Bovesia (Calabria)

El territorio de habla griega de Bovesia se encuentra en un terreno muy montañoso y no es de fácil acceso. En los últimos tiempos, muchos descendientes de los primeros habitantes de la zona han dejado las montañas para instalarse en la costa. Los hablantes de grico de Calabria viven en los pueblos de Bova Superiore, Bova Marina, Roccaforte del Greco, Condofuri, Palizzi, Gallicianò y Mélito di Porto Salvo. En 1999, el Parlamento italiano amplió los territorios históricos de los grico mediante la Ley 482 para incluir las ciudades de Palizzi, San Lorenzo, Staiti, Samo, Montebello Jonico, Bagaladi, Motta San Giovanni, Brancaleone y partes de Regio. En la región de Grecia Salentina de Apulia, los hablantes de grico se encuentran en los pueblos de Calimera, Martignano, Martano, Sternatia, Zollino, Corigliano d'Otranto, Soleto, Melpignano y Castrignano dei Greci, aunque el grico parece estar desapareciendo de Martignano, Soleto y Melpignano. Las ciudades pobladas por gricos fuera de las regiones de Bovesia y Grecia Salentina han perdido casi por completo el conocimiento de su idioma grico; esto ocurrió en gran parte a finales del siglo XIX y XX. Algunos pueblos que han perdido el conocimiento de la lengua grica incluyen las ciudades de Cardeto, Montebello, San Pantaleone y Santa Caterina en Calabria. A principios del siglo XIX las actuales nueve ciudades grecoparlantes de la zona de Grecía Salentina junto con Sogliano Cavour, Cursi, Cannole y Cutrofiano formaban parte de la Decatría Choría (en griego: τα Δεκατρία Χωρία),  las trece ciudades de Terra d'Otranto que conservaron la lengua y tradiciones griegas. En un período más remoto, el griego también lo hablaba una población griega predominante en Galatina, Galatone, Gallipoli y muchas otras localidades de Apulia, y en Catanzaro y Cosenza en Calabria.
Los pueblos gricos suelen tener dos nombres, uno italiano y un nombre nativo grico con el que los aldeanos se refieren a la ciudad. Los pueblos de Griko se dividen típicamente en pequeñas "islas" en las áreas del sur de Italia:
- Apulia
  - Provincia de Salento (Grecia Salentina): Calimera,[62] Cannole (Cánnula),[63]Caprarica[63] (Crapáreca[64]), Carpignano Salentino[62] (Carpignána), Castrignano dei Greci[62] (Castrignána or Cascignána), Corigliano d’Otranto[62] (Choriána or Coriána[65]), Cursi[63] (Cúrze), Cutrofiano[62] (Cutrufiána), Galatina[59] (As Pétro), Martano[62] (Martána), Martignano[62] (Martignána), Melpignano[62] (Lipignána[65]), Soleto[62] (Sulítu), Sternatia[62] (i Chora (η Χώρα) y Starnaítta), Zollino[62] (Tzuddhínu).
  - Provincia de Salento (fuera de la Grecia Salentina): Alliste,[66] Cellino San Marco,[67] Francavilla Fontana[67] Galatone[60] (Galátuna[64]), Gallipoli[60] (Caddhípuli), Lecce[67] (Luppìu), Manduria[67] Maruggio[67] Otranto (Derentó/Terentó), San Cesario di Lecce[67] San Pietro Vernotico (Santu Piethru), Squinzano[67] Taviano[66] Vernole.[67]
- Calabria
  - Provincia de Regio de Calabria (Bovesia):[57] Africo[57] (Άφρικον), Amendolea[57] (Amiddalia), Armo,[68] Bagaladi[57] (Bagalades), Bova[57] (Chòra tu Vùa (Βοῦα), i Chora (ἡ Χώρα)[69]), Bova Marina (Jalo tu Vùa), Brancaleone[57] Cardeto[57][70] (Kardia), Cataforio[68] (Katachòrio), Condofuri[57][71] (Kontofyria, o Condochòri, con Κοντοχώρι «cerca del pueblo»[72]), Gallicianò[57] Gerace, Laganadi[68] (Lachanàdi, Lachanàdes), Lubrichi[68] Mélito di Porto Salvo[57] (Mèlitos o Mèlito), Montebello[57] Mosorrofa[68] (Messòchora), Motta San Giovanni[57] Palizzi[57] (Spiròpoli), Paracorio[68] (se fusionó en 1878 con la ciudad de Pedovoli[68] en la actual ciudad de Delianuova, Dhelia), Pentedattilo[71] Podàrgoni:[73] (Podàrghoni), Polistena,[74] Regio de Calabria (Rìghi), Roccaforte del Greco[57] (Vuni con Βουνί «montaña»[75]), Roghudi[57] (Roghudion, Choriò, Richudi con ῥηχώδης «roca»[76]), Samo[57] (Samu), San Pantaleone[71] San Lorenzo[57][71] Santa Caterina[70][77] San. Giorgio[68] Scido[68] (Skidous), Sinopoli[78] (Xenòpolis, Sinopolis), Sitizzano[68] Staiti[57] (Stàti).
  - Región de La Piana di Monteleone: Calimera,[79] Dinami[79] (Dynamis), Filandari[79] (Philandaris), Garopoli[79] Ierocarne[79] Ionadi[79] (Ionades), Orsigliadi[79] Papaglionti[79] Paravati[79] Potame[79] Melicuca[79] (Melikukià), Mesima[79] Stefanaconi[79] Triparni[79]

### Estatus oficial
Por la Ley n. 482 de 1999, el parlamento italiano reconoció a las comunidades de gricos de Reggio Calabria y Salento como minoría étnica y lingüística griega. Este establece que la República protege la lengua y la cultura de sus poblaciones albanesa, catalana, germánica, griega, eslovena y croata, y de quienes hablan francés, franco-provenzal, friulano, ladino, occitano y sardo.

## Recursos
- Stavroula Pipyrou. The Grecanici of Southern Italy: Governance, Violence, and Minority Politics. Philadelphia: University of Pennsylvania Press, 2016. ISBN 978-0-8122-4830-2.

### Videos
- Documentary on the Griko community of Salento (in Greek and Italian):
- Kalos Irtate Sti Grecia Salentina - Part 1, Part 2, Part 3, Part 4
- Documentary on the Griko Community of Calabria (Subtitles in Greek and Italian. 60mns):
- Viaggio nella Calabria Greca - Part 1,
- Part 2,
- Part 3,
- Part 4,
- Part 5,
- Part 6,
- Part 7,
- Part 8

- Datos: Q5609155
- Multimedia: Greek diaspora in Italy / Q5609155